# Viva Elvis
Viva Elvisfoi o sétimo espetáculo residente do Cirque du Soleil localizado no Aria Resort & Casino em Las Vegas. Estreou em 19 de fevereiro de 2010 e foi encerrado no dia 31 de agosto de 2012. O Cirque du Soleil formou uma parceria com a Elvis Presley Enterprises, semelhante à parceria com The Beatles ' Apple Corps Ltd para produzir o show residente The Beatles Love no The Mirage.</ref> foi o sétimo espetáculo residente do Cirque du Soleil localizado no Aria Resort & Casino em Las Vegas, estreou em 19 de fevereiro de 2010.E foi encerrado em 31 de agosto de 2012. O Cirque du Soleil formou uma parceria com a Elvis Presley Enterprises para produzir este show, semelhante a parceria com The Beatles ' Apple Corps Ltd para produzir o show residente The Beatle Love no The Mirage.    
A CKX, Inc., empresa que detém os direitos sobre o nome de Elvis Presley, imagem e edição de músicas, assinaram um acordo para que o Cirque du Soleil pudesse criar o show residente. A estréia de gala estava originalmente programada para janeiro de 2010, sobre o que teria sido o 75º aniversário de Elvis, mas foi adiado para 19 de fevereiro de 2010. A CKX e o Cirque du Soleil, eventualmente, destinaram-se também a desenvolver espetáculos adicionais itinerantes e multimídias interativas "Experiências de Elvis" em todo o mundo.   

## Encerramento
Devido ao baixo registro de espectadores, A MGM Resorts pediu ao Cirque du Soleil que substituísse o show. O espetáculo teve sua ultima apresentação em 31 de agosto de 2012. E em 7 de março de 2012, o Cirque du Soleil anunciou na Radio City Music Hall, que o espetáculo Zarkana seria o seu substituto.

## Especificações técnicas
O Teatro do espetáculo Viva Elvis foi projetado como um convencional proscênio de layout que lembra uma casa de ópera. O palco tinha 16 plataformas, dividido em 12 seções, que podiam subir 3,0 m, a maior secção era de 5,5 m por 24,4 m e era controlada por quatro motores grandes localizados a 7,9 m abaixo do palco.
A Cena de abertura do show continha uma jukebox feita de cromo preto brilhante de 21 m de largura por 6,7 m de altura. Havia também uma tela de vídeo de 15 m de altura. Também visto durante a abertura, um gigante sapato azul de camurça que pesava 3.200 kg e foi feito de aço e fibra de vidro.
Durante a presentação da música "Got a Lot of Livin' to Do", eram utilizados sete trampolins.Toda a estrutura ocupava toda a largura do palco de 24 m e pesava 30 toneladas.
O conjunto para o "Jailhouse Rock"  foi baseado nos requisitos técnicos para a arte circense chamado marche inversée. Havia dez faixas que permitiram aos acrobatas de andar de cabeça para baixo, ligados por seus pés, enquanto bailarinos realizavam ao lado direito para cima e em outros níveis; Toda a estrutura pesava 37,000 kg.

## Atos
- Blue Suede Shoes: Abertura, dança e acrobacias.
- Don't Be Cruel: Dança
- One Night: Arremessos aéreos em uma estrutura de metal em formato de guitarra
- All Shook Up: Dança
- Saved: Dança e acrobacias
- Got a Lot of Livin' to Do: Trampolins
- Heartbreak Hotel: Dança
- Love Me Tender: Dueto
- Return to Sender: Dança e barras aéreas
- Are You Lonesome Tonight: Acrobacias em bambolê aéreo
- Western Scene: Laços
- Burning Love: É mostrado um clipe da banda
- Bossa Nova Baby: Equilíbrio em cadeiras
- King Creole: Dança e clipes musicais
- Jaicelhouse Rock: Dança e acrobacias
- It's Now or Never: Pólo Chinês
- Can't Help Falling in Love: Ballet e patins
- Love Me/Don't: Aros duplos
- Viva Las Vegas: Dança
- Suspicious Mind: Dança com acrobacia durante um dueto
- Hound Dog: Final

## Figurino
O figurinista, Stefano Canulli, inspirou-se na moda icônica de Elvis dos anos 1950 e 60 e acrescentou linhas Technicolor para realçar o corpo humano. A coleção de guarda-roupa como um todo continha cerca de 400 trajes e cerca de 1.500 componentes do traje. Parte desse total vieram de mais de 450 pares de sapatos e 150 perucas personalizadas.Cirque du Soleil, pela primeira vez, usou reunindo para criar alguns dos acessórios, dando-lhes uma aparência de veludo.Algumas das várias perucas usadas para o show foram criadas usando espuma de uretano, o que lhes dava a aparência de mangá japonês.

## Músicas
A música do espetáculo Viva Elvis foi criada em parceria com a Elvis Presley Enterprises. O álbum da trilha sonora, foi lançado em 5 de novembro de 2010,sob o selo da Sony Legacy Recordings e foi produzido por Erich van Tourneau.
Outras informações: Viva Elvis (álbum)